# Ex mattatoio civico di Spoleto
L'Ex mattatoio civico di Spoleto è un edificio ottocentesco, fatiscente che si trova nella parte bassa della città, tra via Interna delle Mura e via Martiri della Resistenza, nel tratto rettilineo e meglio conservato delle mura trecentesche. Nonostante sia sottoposto dal 2012 a vincolo architettonico dal Ministero dei beni e delle attività culturali e del turismo (MiBACT) e rappresenti un'importante testimonianza culturale e storico-architettonica della città, versa in pessime condizioni, in stato di completo abbandono dal 1963.

## Storia
Il luogo dove gli allevatori spoletini erano soliti portare il bestiame a macellare prima del 1838, è riconoscibile nella toponomastica cittadina in una via ancora oggi chiamata Via del Macello vecchio, tra Corso Garibaldi e Santa Maria della piaggia. Quando la zona divenne assai popolosa, problemi di igiene pubblica resero necessaria una diversa soluzione. Già molte amministrazioni vietavano la macellazione privata e imponevano ai comuni di dotarsi di spazi idonei; Pietro Fontana (1775-1854) propose quindi l'edificazione di un mattatoio fuori dal centro abitato, provvisto di moderni impianti ispirati ai principi d'igiene evidenziati dai progressi scientifici. Il comune accolse con favore la proposta avviando un'apposita commissione per studiare la realizzazione e l'ubicazione del nuovo pubblico macello, ma passarono circa dodici d'anni prima che il comune commissionasse il progetto.
Nel 1835 Spoleto diede l'incarico del progetto a Ireneo Aleandri, da poco nominato ingegnere capo del comune. Ricoprì l'incarico dal 1833 al 1841 per poi assumere un analogo ruolo per conto della Delegazione apostolica di Spoleto. Visse in città fino al 1857, mettendo a punto altri progetti e realizzazioni come la Traversa nazionale interna, il cimitero monumentale, il Teatro Nuovo Gian Carlo Menotti, il prospetto di palazzo Niccolini (o Nicolini) di proprietà del conte Andrea Nicolini.

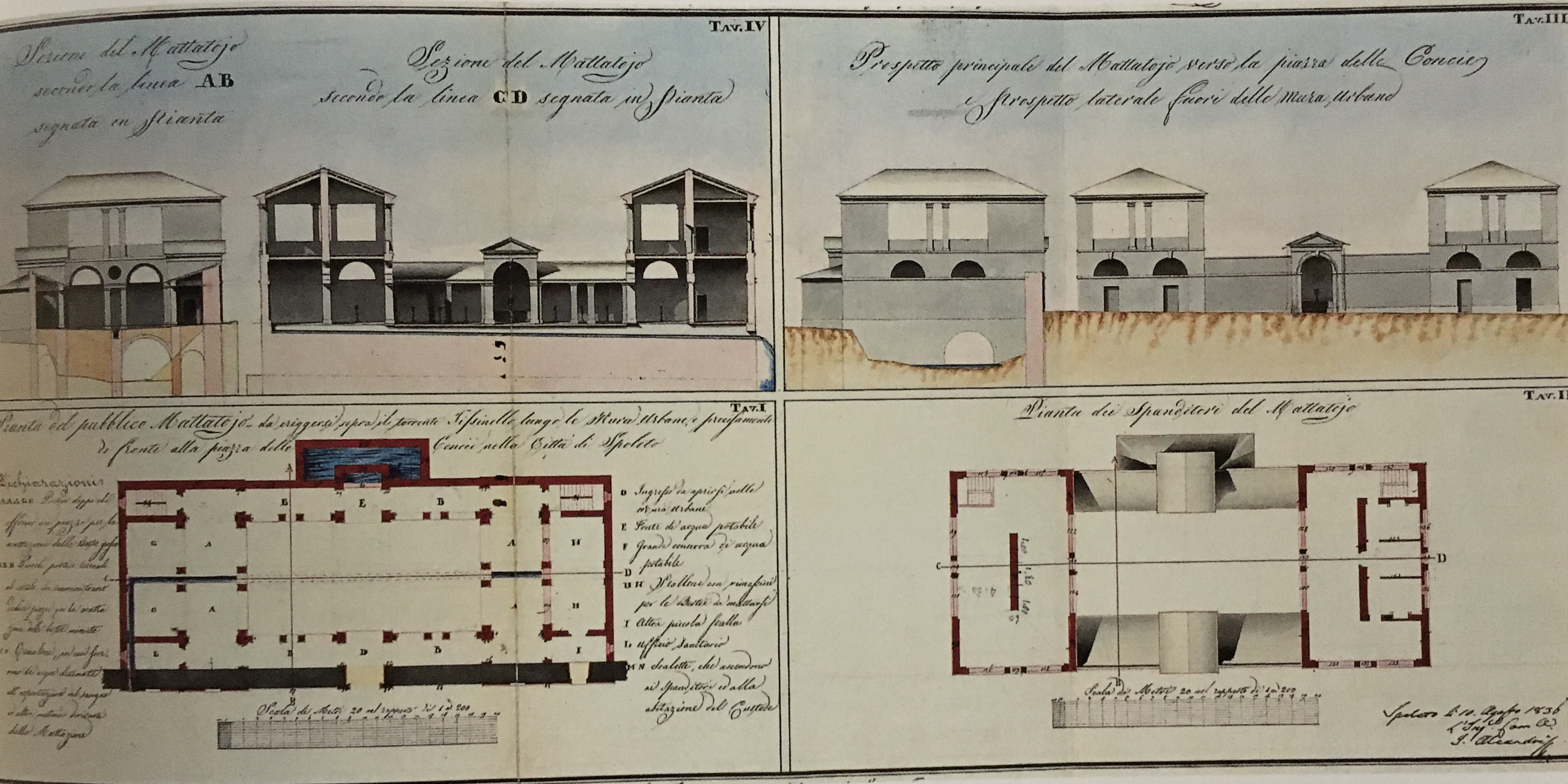
Progetto di Ireneo Aleandri, 1836.

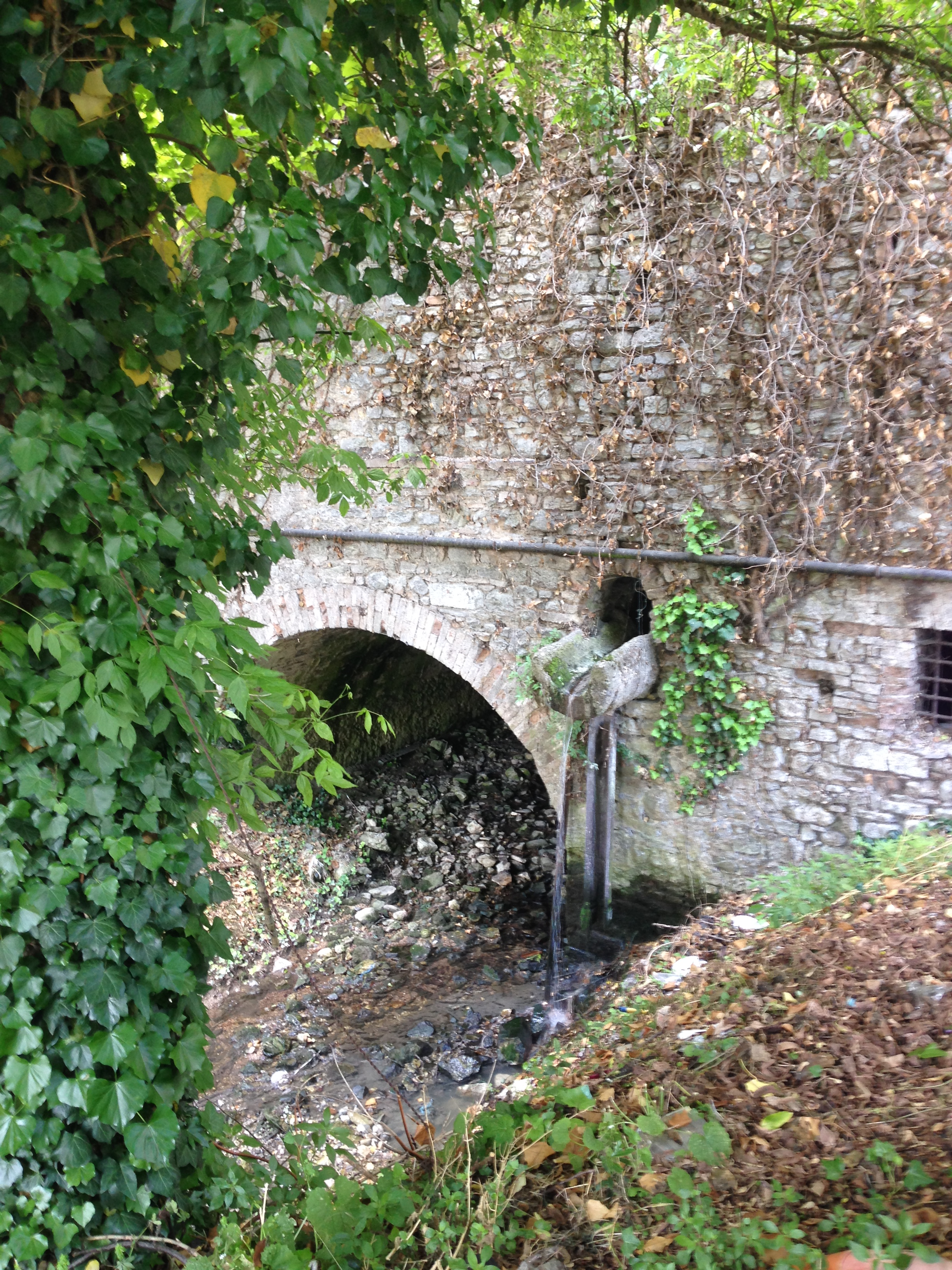
Torrente Staffolo o Tessinello, sotto il mattatoio, 2015.

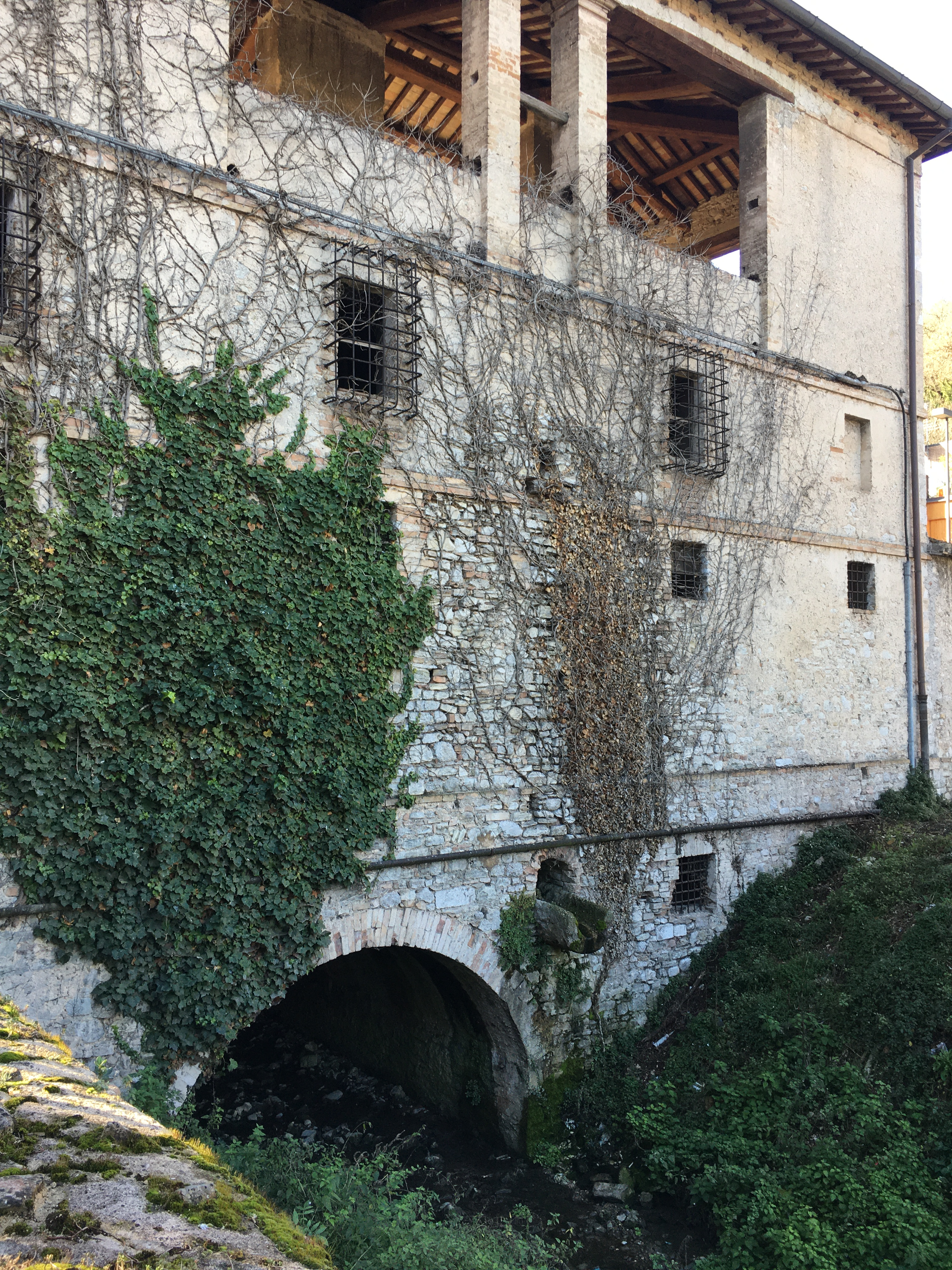
Torrente Staffolo o Tessinello, sotto il mattatoio, 2022.

### La zona
La zona ideale dove costruire il mattatoio doveva rispondere a determinati requisiti: essere ricca di acqua; interna alla città per comodità di accesso, ma soprattutto per evitare il pagamento dei dazi previsti per le merci in entrata e in uscita; essere abbastanza lontana dai centri abitati per impedire alla vita cittadina di venire a contatto con rifiuti dannosi per la salute, e con odori e rumori provocati dalla mattazione; essere poco in vista, non visibile dalle vie più frequentate.
Il primo progetto di Aleandri, datato agosto 1835, di più ampie proporzioni rispetto a quello poi eseguito, prevedeva la costruzione su di un terreno di proprietà del monastero di San Ponziano tra le mura urbiche e il torrente Tessino, nei pressi di Porta Ponzianina. Dopo consistenti varianti planimetriche, venne preferito il secondo progetto, datato marzo 1836; venne scelta una zona poco popolata, servita da una strada, l'attuale via Interna delle Mura, che favoriva traffici veloci tra Porta San Matteo e San Gregorio, e consentiva il facile uso delle acque del torrente Staffolo, detto anche Tessinello, che le scorreva in parallelo.

### La realizzazione
Aleandri mise a punto un progetto essenziale e sobrio che, coniugando decoro e funzionalità, rispondeva a esigenze di carattere pratico, tipiche di un luogo di lavoro, non di rappresentanza. I lavori si svolsero sotto la sua direzione e terminarono nel 1838. Data la posizione, l'edificio poteva definirsi al contempo urbano ed extraurbano: i corpi di fabbrica infatti occupavano l'area subito all'esterno delle mura cittadine, mentre l'ingresso era posto all'interno, su via Interna delle Mura; tale disposizione ebbe il pregio di evitare ai cittadini il pagamento di costosi dazi. La presenza del torrente venne appieno sfruttata: gli edifici vi furono costruiti sopra, in modo che il suo continuo scorrere facilitasse lo spurgo delle carni; per garantire ulteriore approvvigionamento d'acqua, venne realizzata una conduttura che da Porta San Matteo correva, parallela alle mura, fino al mattatoio. Successivamente furono aggiunti altri due locali rettangolari ad uso di stalle.
Attorno al macello ruotava una consistente forza lavoro composta da macellai, salumieri, commercianti all'ingrosso, addetti alla movimentazione, custodia e macellazione del bestiame, trasportatori, chi portava paglia e fieno, chi provvedeva alla pulizia.

### Dopo la chiusura
Il mattatoio venne chiuso nel 1963 poiché già da tempo non soddisfaceva le esigenze tecniche e igienico-sanitarie, a partire dal ricovero del bestiame prima della uccisione, alla successiva conservazione delle carni; mancavano inoltre spazi adeguati per uffici e laboratori. Fu sostituito da un nuovo macello pubblico costruito in via dei Filosofi. Dopo la chiusura lo spazio venne utilizzato per un breve periodo come magazzino comunale, ma presto il suo destino fu l'abbandono. La totale assenza di manutenzione e i numerosi terremoti succeduti negli anni, ne hanno determinato il degrado e l'inagibilità.

Il comune lo ha più volte inserito, senza successo, nel proprio piano d'alienazione: nel 2009 e nel triennio 2013-2015. 
Attualmente (gennaio 2022) la Regione Umbria sta valutando varie ipotesi di recupero dell'intero complesso, considerato un importante esempio di archeologia industriale.

## Descrizione
Il complesso è formato da due distinti edifici, a due piani, con ampie aperture, collegati da due portici con al centro una vasta corte di forma rettangolare. La facciata su via Interna delle Mura venne realizzata demolendo un tratto delle stesse; l'ingresso è costituto da un arco sormontato da un piccolo timpano. Sopra si legge MATTATOJO. La facciata su via Martiri della Resistenza ha la stessa conformazione. Il cortile interno è scandito da pilastri che sostengono i due piani; gli stessi compaiono nei finestroni del secondo piano.
Occupa una superficie catastale di mq. 710. Tutto l'edificio è costruito al di sopra del torrente Tessinello che scorre al livello delle fondamenta, in una galleria voltata a botte. Al piano terra avveniva la macellazione e la custodia degli animali; in altri locali si trovavano gli uffici. Al primo piano, oltre all'alloggio del custode, si trovava lo spanditoio, un ampio locale aperto dove venivano messe le pelli ad asciugare.